# Marco Claudio Marcelo (cónsul 166 a. C.)
Marco Claudio Marcelo  (c.209 a. C. - 148 a. C.) fue un militar de la República romana, fundador de la ciudad de Corduba, la actual Córdoba. Hijo del cónsul homónimo de 196 a. C., al cual sucedió en el cargo de pontifex a su muerte ocurrida en el año 177 a. C. Fue elegido cónsul en tres ocasiones, en 166 a. C., junto con Cayo Sulpicio Galo; en 155 a. C., con Publio Cornelio Escipión Nasica Córculo y en 152 a. C., con Lucio Valerio Flaco.

## Orígenes
Marcelo pertenecía a la rama plebeya de la Gens Claudia, que, según los historiadores, estaba inicialmente estrechamente relacionada con los patricios de la Gens Claudia: El primer Marcelo, que llegó a las magistraturas, todavía podía ser cliente de los Claudio Craso. El cognomen Marcelo es una forma diminutiva del praenomen Marco, aunque Plutarco construyó la etimología con el nombre del dios romano de la guerra Marte. El primer portador de este cognomen, mencionado en las fuentes, fue cónsul en 331 a. C.
Marco Claudio, era hijo del cónsul en 196 a. C. del mismo nombre y nieto del cinco veces cónsul, uno de los héroes de la segunda guerra púnica.
La primera mención de Marco Claudio en las fuentes es en 177 a. C., cuando se unió al Colegio de Pontífices, reemplazando a su padre muerto. En 171 a. C. era un tribuno de la plebe. En este momento, se formó un nuevo ejército en Roma en relación con el comienzo de la tercera guerra macedónica, cuando los centuriones recurrieron a los tribunos con una queja de que estaban siendo reclutados en el ejército sin tener en cuenta sus méritos anteriores. Marco Claudio y uno de sus colegas Marco Fulvio Nobilior propusieron transferir este asunto a los cónsules, pero no encontraron apoyo de los otros tribunos.

## Primer y segundo consulado
En 169 a. C. fue pretor y se le dio Hispania como provincia (169-168 a. C.) y habría desarrollado un buen gobierno desde el punto de vista de Roma. Se ha sugerido que ya durante esta gobernación, podría haberse fundado Corduba junto al río Betis, los actuales Córdoba y el río Guadalquivir, que más tarde se convirtió en el centro administrativo de la provincia de Hispania Ulterior, posteriormente la Bética.
Tres años más tarde obtuvo su primer consulado, en el año 166 a. C., y venció a los galos de los Alpes, victoria por la que obtuvo los honores del triunfo.
Su segundo consulado, en el año 155 a. C., se distingue, de igual manera, por un segundo triunfo sobre los ligures. En el foro de la luna, se colocó una estatua suya, aunque no se ha conservado ninguna documentación de estas dos hazañas.

## Tercer consulado y las guerras celtíberas
En 152 a. C. fue nombrado cónsul por tercera vez, junto con Lucio Valerio Flaco, y fue enviado a Hispania para sustituir a Quinto Fulvio Nobilior, que había dado muestras de incapacidad para hacer frente a la rebelión de los celtíberos.
Marcelo tomó varias medidas militares prudentes y adecuadas y supo ganarse a los celtíberos con actos de clemencia y de visión política. Logró controlar el valle del río Jalón y atraerse a los nativos con un tratado similar al logrado años antes por el procónsul Tiberio Sempronio Graco, padre de los Graco. Oscilis se le rindió y los arévacos concertaron una tregua. También pacificó la levantisca ciudad de Nertobriga, requiriendo extensas negociaciones.
Al sur los vetones y lusitanos se habían sometido y Marco Atilio había controlado su obediencia, pero cuando este abandonó la zona se rebelaron de nuevo. Marcelo acudió y consiguió que volvieran a la obediencia, tomando la ciudad de Nertobriga (no la misma que la anteriormente mencionada). El invierno del año 152 a. C. a 151 a. C. lo pasó en Corduba, colonia fundada por él mismo.
La embajada enviada por los arévacos a Roma no pudo concertar la paz, puesto que el Senado acusó a Marcelo de indolencia y no ratificó el acuerdo, y nombró a Lucio Licinio Lúculo nuevo cónsul para continuar la guerra. Cuando Marcelo conoció la resolución del senado salió de sus cuarteles de invierno y anunció un ataque a los celtíberos. Los arévacos respondieron ocupando Nertobriga, pero a su llegada se sometieron incondicionalmente, quizá por un pacto preestablecido. El cónsul firmó la paz en Numancia y se restablecieron los antiguos tratados, y así entregó la provincia a su sucesor en estado de completa paz. Al regresar a Roma en 151 a. C., Marco Claudio no recibió el derecho de triunfo. Según A. V. Korolenkov, «para Marcelo, dos veces triunfante, esto no era de fundamental importancia». En el Templo de Honor y Virtud, Marco Claudio colocó tres estatuas, la suya, la del padre y el abuelo, con la inscripción Tres Marcelli novies consules, «Los tres Marcelo, que fueron nueve veces cónsules». Casi al mismo tiempo, en 151 a. C. Catón el Viejo pronunció un discurso en el Senado en el que exigió la prohibición de ser elegido al consulado por segunda vez, pero no se sabe si la ley correspondiente fue adoptada.
En 148 a. C. fue enviado como embajador ante el rey Masinisa de Numidia, pero su barco naufragó y murió.

## Reconocimiento
La ciudad española de Córdoba, que él mismo fundó, tiene una calle con su nombre, la calle Claudio Marcelo, que une la plaza de las Tendillas, donde estaba el antiguo foro romano, y el templo romano. Además, se creó una estatua de su persona en 2015 realizada por el escultor Marcos Augusto Dueñas.